# Лазерен диод
Лазерен диод е лазер, в който активната среда е прекозонен полупроводник, подобен на този, използван при светодиодите.
Прекозонни полупроводници са тези, при които състоянието с минимална енергия от зоната на проводимост и състоянието с максимална енергия от валентната зона се характеризират с еднакъв квазиимпулс (k-вектор, вълновия вектор на кристалната решетка). Това позволява директни електронни преходи между двете нива, като енергийната разлика се излъчва под формата на квант светлина. Типичен представител е GaAs, какъвто е и първият лазерен диод. При непрекозонните полупроводници, какъвто е силицият, преходът между двете нива се получава с участието на трета частица (квазичастица), която да спомогне за изпълнението на Закона на запазване на импулса.
Заради ниската си себестойност лазерните диоди са най-масово произвежданият вид лазер в наши дни. През 2004 г. са продадени около 733 милиона броя, в сравнение със 131 000 от други видове лазери. Използват се в телекомуникациите (за пренос на информация по оптични влакна), за запис и възпроизвеждане на оптични носители на данни (CD и DVD), за лазерни показалки, за разчитане на баркодове и т.н. Мощните лазерни диоди се използват като източник на оптично напомпване на други лазери, като това напомпване е много по-ефективно от ламповото.

## Типични дължини на вълните и приложение
Контролирайки различните съотношения на химичните елементи Al, As, Ga, In, N, P, дължината на вълната на получения лазер или светодиод може да се променя.

### Видима светлина
- 405 nm – InGaN, синьо-виолетов лазер, използва се за Blu-ray диск и HD DVD устройства
- 445 – 465 nm – InGaN, сини многомодови лазерни диоди, разработени (2010) за безживачни и ярки прожектори
- 510 – 525 nm – InGaN, зелени диоди, разработени от Nichia и OSRAM за лазерни прожектори.[3]
- 635 nm – AlGaInP, по-добри лазерни показалки, със същата мощност, но субективно два пъти по-ярки от тези на 650 nm, поради по-високата чувствителност на окото за тази дължина на вълната
- 650 – 660 nm – GaInP/AlGaInP, CD и DVD устройства, евтини червени лазерни показалки
- 670 nm – AlGaInP, четци на баркодове, първите лазерни показалки (вече са излезли от употреба, заменени са от по-ярки диоди на 650 nm)

### Инфрачервени
- 760 nm – AlGaInP, измерване на концентрацията на газ: O
2
- 785 nm – GaAlAs, Компактдиск устройства
- 808 nm – GaAlAs, лазерно напомпване за твърдотелни лазери, най-често за лазери с Nd дотирани среди (Nd:YAG, Nd:YVO
4)
- 848 nm – Лазени мишки
- 980 nm – InGaAs лазерно напомпване за твърдотелни лазери, най-често за лазери с Yb дотирани среди (Yb:YAG), могат да се ползват и за Er дотирани среди (Er:YAG, Er:CaF
2, Er:Lu
2O
3)
- 1064 nm – AlGaAs, оптични комуникации
- 1310 nm – InGaAsP, InGaAsN, оптични комуникации
- 1480 nm – InGaAsP, напомпване за оптични усилватели
- 1512 nm – InGaAsP, измерване на концентрацията на газ: NH
3
- 1550 nm – InGaAsP, InGaAsNSb, оптични комуникации
- 1625 nm – InGaAsP, оптични комуникации, обслужващ канал
- 1654 nm – InGaAsP, измерване на концентрацията на газ: CH
4
- 1877 nm – GaInAsSb, измерване на концентрацията на газ: H
2O
- 2004 nm – GaInAsSb, измерване на концентрацията на газ: CO
2
- 2330 nm – GaInAsSb, измерване на концентрацията на газ: CO
- 2680 nm – GaInAsSb, измерване на концентрацията на газ: CO
2
- 3030 nm – GaInAsSb, измерване на концентрацията на газ: C
2H
2
- 3330 nm – GaInAsSb, измерване на концентрацията на газ: CH
4